# Quarto Cagnino
Quarto Cagnino (Quart in dialetto milanese, IPA: [ˈkwart]) è un quartiere   di Milano che si sviluppa nella periferia occidentale della città, appartenente al Municipio 7 e al NIL n. 61 "Quarto Cagnino".  e distante poche centinaia di metri dallo Stadio San Siro, dal Parco di Trenno, dal Boscoincittà e dal Parco delle cave.

## Storia
Il nome Quarto Canino nasce dall'unione di due parole: Quarto deriva dal fatto che l'area si trova a 4 miglia romane (circa ottomila passi) da piazza Cordusio, centro di Milano in epoca romana; mentre Cagnino si riferisce, con tutta probabilità, alla tenuta di cani che era stata costituita in questa zona, verosimilmente da Bernabò Visconti (al quale è dedicata una via del quartiere). Il riferimento alle miglia romane è comune a svariati altri borghi nei pressi di Milano, tuttora autonomi ovvero inglobati dalla metropoli meneghina: Quinto Romano, Quarto Oggiaro, Quinto de' Stampi, Quintosole, Sesto San Giovanni, Sesto Ulteriano, Settimo Milanese, Nova Milanese, Desio.
Da Quarto Cagnino, in epoca romana, passava la via delle Gallie, strada romana consolare fatta costruire da Augusto per collegare la Pianura Padana con la Gallia. Un tempo Quarto Cagnino era un borgo del Milanese già noto nell'epoca romana e, poi, nel Medioevo come borgo agricolo. Quarto Cagnino, in particolare, distava quattro miglia da Milano, da cui il nome in latino del centro abitato (Ad Quartum), che esisteva già in questa epoca storica.
Il suo territorio confinava coi Corpi Santi a nord e a est, con Sellanova e Baggio a sud, e con Quinto Romano ad ovest. Fino a un secolo fa Quarto Cagnino era un piccolo centro, che si affacciava sulla strada per il Vercellese, l'odierna via Novara. Di questo passato oggi rimane la via principale della borgata e alcuni rari fabbricati agricoli.

### Periodo 1346-1798
Dagli “Statuti delle acque e delle strade del contado di Milano” - fatti nel 1346 - fino al 1798 Quarto Cagnino risulta essere incluso nel ducato di Milano, pieve di Trenno. In questi secoli, dalle risposte ai vari quesiti della giunta del censimento, la popolazione passò dai 120 ai 239 abitanti (estimo voluto dall'imperatrice Maria Teresa nel 1771). A tutela dell'ordine pubblico e quale responsabile dell'ordinaria amministrazione degli affari, vi era un console eletto dai cinque compossessori della comunità.

### Periodo 1798-1853
Con una serie di provvedimenti normativi, che si sono succeduti tra il 1798 e il 1853, Quarto Cagnino è stato inserito progressivamente nel distretto di Baggio, di Sedriano e, infine, in quello di Bollate. Nel 1853 a Quarto Cagnino si contavano 397 abitanti.
Tuttavia, è da rilevare che in età napoleonica, nel 1808 (con decreto 9 febbraio 1808), il comune di Quarto Cagnino venne soppresso e, per la prima volta, annesso a Milano. Tale inclusione nel Circondario esterno del comune di Milano durerà solo 8 anni: verrà annullata dagli austriaci nel 1816.

### Quarto Cagnino nel Regno d'Italia
Alla costituzione del Regno d’Italia, nel 1861, il comune aveva una popolazione residente di 473 abitanti. In base alla legge sull'ordinamento comunale del 1865 il comune veniva amministrato da un sindaco, da una giunta e da un consiglio.
Tuttavia, per mezzo del Regio Decreto 17 gennaio 1869, n. 4827, Quarto Cagnino venne annesso al comune di Trenno, insieme a Figino e Quinto Romano. Successivamente, per mezzo del Regio Decreto 2 settembre 1923, n. 1912, Trenno e altri dieci comuni vennero aggregati al comune di Milano e, inevitabilmente, Quarto Cagnino ne seguì le sorti.

### Il dopo-guerra
Fino agli anni cinquanta del novecento Quarto Cagnino si presentava, insieme ad una ventina di cascine, come un territorio prevalentemente agricolo: l'area per tradizione era dedita alla risicoltura.
Tra il 1967 e 1973, tuttavia, è iniziata la pianificazione e la realizzazione del quartiere GESCAL all'interno di uno dei lotti del piano per l'edilizia popolare seguito alla legge 167 del 18/4/1962 per l'edilizia economica e popolare. Tale progetto – in mano agli architetti Matilde Baffa, Mario Ghidini e Vincenzo Montaldo - prevedeva la costruzione di 1100 nuovi alloggi per circa 5000 residenti.
Il quartiere GESCAL si è sviluppato secondo la tipologia "a stecca", con corpi lunghi appoggiati su pilotis rotondi e isole adibite a spazio pubblico e semi-pubblico. Le caratteristiche principali di queste megastrutture sono almeno due: la presenza di un corpo di fabbrica principale (lungo anche 360 metri) ai cui lati si collega una struttura di ordine minore sotto la quale, per non doverla interrompere, spesso scorrono le strade pubbliche; la presenza di grandi pilastri circolari - nel cui interno cavo trovano posto i corpi scala - e ovali, adibiti a spazio per il gioco dei bambini e per la vita pubblica dei condomini.
Il quartiere è servito da cinque linee automobilistiche ATM (49, 64, 72, 78 e 80). Nelle adiacenze si trovano l'ospedale San Carlo, il Parco delle cave dove è possibile ammirare lo spettacolo delle lucciole di sera tra fine maggio ed inizio giugno (passeggiata chiamata "Lusiroeula"), il Parco Trenno, il centro sportivo Kennedy e lo stadio Meazza.
Dal 2008, grazie ad un intervento di riqualificazione di una vecchia balera da parte della Cooperativa Edificatrice Ferruccio Degradi, è attivo sul territorio Spazio Teatro 89, luogo di cultura e socialità, collettore delle iniziative delle realtà territoriali e promotore di eventi di respiro cittadino che spaziano dalla prosa alla musica.
Nel 2013 è nato il gruppo sportivo A.S.D. Atletico S.Elena, con sede presso la parrocchia di S.Elena, Via S.Elena 5.